# 老西教堂
老西教堂（Old West Church）是一座历史悠久的教堂，位于波士顿西区剑桥街131号，建于1806年，由建筑师本杰明设计。口号“无代表，不纳税”正是出自这里。
在此地点的第一座教堂建于1737年，为木结构建筑。美国革命前为英军军营.1775年，英国人怀疑殖民地居民从教堂尖顶向剑桥发信号，于是将这座教堂夷为平地。
老西教堂的讲道在美国历史上发挥了重大作用。该教堂的第二任公理会牧师乔纳森·梅休在讲道时喊出了口号“无代表不征税”。他的讲道在神学上很激进的，到19世纪初，由此产生的一位论派 转变了波士顿原来13座正统的公理会教堂中的9座。
该教堂原是多年的公理会教堂，一度曾为波士顿公共图书馆的分馆（1894年至1896年），自1964年以来属于卫理公会。